# Бранько Ярослав Андрійович
Бранько Ярослав Андрійович (4 вересня 1935 р., рудник ім. Чубаря, Широківський район, Дніпропетровська область) — економіст, краєзнавець, пошуковець-дослідник, член Вінницької обласної організації Українського товариства охорони пам'яток історії та культури Українського фонду пошуку «Пам'ять», член Національної спілки краєзнавців України.

## Біографічні дані
Ярослав Андрійович Бранько народився 4 вересня 1935 року на руднику ім. Чубаря Широківського району Дніпропетровської області. У 1953 році закінчив середню школу. Згодом — Одеський статистичний технікум і Одеський кредитно-економічний інститут.
Працював у Вінницькому облстатуправлінні (1960–1963 рр.), планово-економічному відділі Подільського раднаргоспу (1963–1966 рр.), з 1966 р. — на Вінницькому хімзаводі: старшим економістом, заступником начальника відділу праці, начальником планово-економічного відділу.
Голова Вінницької обласної організації пошуковців-дослідників, член Вінницької обласної організації Українського товариства охорони пам'яток історії та культури та Українського фонду пошуку «Пам'ять», член редколегії видання «Реабілітовані історією. Вінницька область». Науковий співробітник Вінницького обласного краєзнавчого музею. Був ведучим рубрики в обласній газеті «Пульсуючі джерела».
Член Національної спілки краєзнавців України. Наказом начальника Військового меморіального центру Збройних Сил Російської Федерації нагороджений нагрудним знаком «За активний пошук» (2005 р.). Радою ветеранів України Я. А. Браньку присвоєно звання почесного пошуковця.

## Краєзнавча діяльність
Ярослав Андрійович активно захоплюється краєзнавством. Він учасник багатьох регіональних історико-краєзнавчих конференцій. Систематично виступає із краєзнавчими розвідками в обласній пресі. Основна сфера досліджень — Велика Вітчизняна війна 1941–1945 рр. на Поділлі.
З 1979 року Бранько Ярослав Андрійович бере участь у пошуково-дослідницькій роботі по встановленню імен воїнів, котрі загинули під час оборонних та визвольних боїв за Вінницю і область. Встановив понад 1150 невідомих імен. Як член редколегії брав активну участь у підготовці та виданні 9-томного видання «Книга Пам'яті України. Вінницька область».

### Краєзнавчі праці
- У нас була ще ставка Герінга / Я. Бранько, М. Мудраченко // 33 канал. — 2006. — 1 листоп. — С. 8.
- Маловідомі сторінки історії визволення Вінниччини в 1943–1944 рр. / Я. А. Бранько // Вінниччина: минуле і сьогодення. Краєзн. дослідж. — Вінниця: Держ. кртогр. ф-ка, 2005. — С. 193–196.
- Слава знайшла земляка посмертно: [про повного кавалера ордена Слави, уродж. Вінниччини М. Копилова] / Я. Бранько // Вінниц. газ. — 2007. — 8 трав. — С. 4.
- Подвиг артилериста Копилова / Я. Бранько // Вінниччина. — 2007. — 8 трав. — С. 2.
- Українські таємниці «Вервольфа»: [про польову ставку А. Гітлера під Вінницею, як аномальну «зону»] / Я. Бранько // Погляд. — 2007. — 29 верес. — 5 жовт. — С. 10-11.
- Коли була окупована Вінниця в липні 1941 року: (маловідомі сторінки боїв на Вінниччині) / Я. А. Бранько // Поділ. старовина: наук. зб. : до 90-річчя музею / Вінниц. обл. краєзн. музей. — Вінниця, 2008. — Вип. 4. — С. 350–354.
- Битва за Козятин: загадки історичної хронології: до 65-річчя визвол. Вінниччини / Я. Бранько // Вінниччина. — 2008. — 25 груд. — С. 2. — (Спец. вип. газ. «Хочу все знати»).
- Герой-штурмовик: [про Героя Рад. Союзу Першутова І. В. (920–1944 рр.)] / Я. А. Бранько // Пульсуючі джерела. — 2009. — 12 січ. — С. 2.
- Грудьми на амбразуру: [про Г. Т. Ткаченка та О. В. Поліна, які кинулись на амбразури дзотів, визволяючи Вінниччину від нім. загарбників] / Я. А. Бранько // Пульсуючі джерела. — 2009. — 24 лют. — С. 2.
- Подвиги воїнів Червоної Армії на Вінниччині в липні 1941 р. / Я. А. Бранько // Вінниччина: минуле та сьогодення. Краєзн. дослідж. : матеріали XXII Всеукр. історико-краєзн. конф. 22 жовт. 2009 р. — Вінниця, 2009. — С. 434–439.
- Подвиг екіпажу 132-го швидкісного авіаційного бомбардувального полку в районі Могилева-Подільського у липні 1941 року / Я. А. Бранько, М. Г. Домненко // Четверта Могилів-Подільська науково-краєзнавча конференція (28-29 верес. 2012 р.) / відп. ред. Л. В. Баженов. — Кам'янець-Подільський, 2012. — С. 78-84.
- Александр Хиждеу: вчений, мислитель, поет, публіцист / Я. А. Бранько // Матеріали ХІІІ Подільської історико-краєзн. конф. (18-19 листоп. 2010 р.): присвяч. 80-річчю від дня народж. І. С. Винокура / гол. ред. О. М. Завальнюк. — Кам'янець-Подільський, 2010. — С. 619–622.
- Танковий рейд на Уланів в січні 1944 р. / Я. А. Бранько // Вінниччина: минуле та сьогодення. Краєзн. дослідж. : матеріали XXV Всеукр. наук. історико-краєзн. конф., 11-12 жовт. 2013 р. — Вінниця, 2013. — С. 468–475.
- «Білі» сторінки Перемоги: [про дослідж. краєзнавця Я. Бранька з історії визвол. Вінниччини ] / Я. Бранько ; зап. П. Зубенко // Пенсійн. Кур'єр. — 2014. — 28 берез.-3 квіт. — С. 13.